# Ampelomyces quisqualis
Ampelomyces quisqualis är en svampart som beskrevs av Ces. 1852. Ampelomyces quisqualis ingår i släktet Ampelomyces och familjen Phaeosphaeriaceae. Inga underarter finns listade i Catalogue of Life.